# Único (álbum)
Único es el nombre del decimotercer álbum de estudio de la cantante mexicana Alejandra Guzmán. El disco fue lanzado al mercado el 24 de noviembre del 2009 bajo el sello EMI Music México.

## Información del álbum
Este material fue producido por Graeme Pleeth, y grabado en Londres, Inglaterra durante el año 2009. El repertorio incluye composiciones de Alejandra Guzmán, Mario Domm (Camila), Franco de Vita y José Luis Pagan, entre otros.
Durante su presentación el 14 de septiembre de 2009 en la Feria Nacional de Zacatecas, Alejandra interpretó por primera vez el nuevo tema del álbum, titulado Mentiras piadosas, que se estrenaría más tarde, el 12 de octubre en las estaciones de radio de México, Centro y Sudamérica, colocándose en los primeros lugares de popularidad.
A tan sólo unas semanas de su lanzamiento, en diciembre de 2009, en el programa Es de noche y ya llegué, Alejandra Guzmán recibió el reconocimiento por las altas ventas del disco Único, que alcanzó la categoría de disco de oro.
El segundo sencillo de esta producción se titula ¿Por qué no estás aquí?, una composición de la propia Alejandra, el cual se estrenó durante la primavera de 2010. Una edición especial con DVD se publicó en el verano de 2010, para promocionar la gira que lleva el mismo nombre de la producción. El arte del disco corrió a cargo del fotógrafo Fausto Terán, quien logró captar en imágenes los diferentes instintos animales de la cantante.

## Canciones
| Edición estándar |                                      |                                                                    |          |  |
| N.º              | Título                               | Escritor(es)                                                       | Duración |  |
| 1.               | «No voy a esperar»                   | Mario Domm, Mónica Vélez                                           | 3:14     |  |
| 2.               | «Mentiras piadosas»                  | Gerardo Demara Valenzuela                                          | 3:29     |  |
| 3.               | «Rezo»                               | Iván "Huecco" Sevillano Pérez                                      | 3:15     |  |
| 4.               | «Amor en suspenso» (Crocodile Tears) | Alejandra Guzmán, Fernando Osorio, Roxanne Seeman, Philipp Steinke | 3:53     |  |
| 5.               | «Ahogada en tu tristeza»             | Marco Olivera, José Portilla                                       | 3:59     |  |
| 6.               | «Algo que no está»                   | Franco De Vita, Jeremías                                           | 4:52     |  |
| 7.               | «Ella»                               | Guzmán, José Luis Pagan                                            | 3:41     |  |
| 8.               | «¿Por qué no estás aquí?»            | Guzmán, José Luis Pagan                                            | 4:13     |  |
| 9.               | «Único» (Il mio amore unico)         | G.P. Ameli, Oscar Avogadro, Fitte, Guzmán, S. Lanza, E. Trane      | 3:44     |  |
| 10.              | «No importa la hora»                 | Guzmán, Graeme Pleeth                                              | 3:32     |  |
| 37:51            |                                      |                                                                    |          |  |

| Edición especial CD+DVD |                                 |          |  |
| N.º                     | Título                          | Duración |  |
| 1.                      | «Mentiras piadosas» (DVD)       | 3:22     |  |
| 2.                      | «¿Por qué no estás aquí?» (DVD) | 4:13     |  |
| 3.                      | «Fotos exclusivas» (DVD)        |          |  |
| 4.                      | «Documental» (DVD)              | 4:11     |  |

## Posicionamiento
| Lista (2009)                    | Posición |
| ------------------------------- | -------- |
| México Álbumes Top 100          | 8 (x2)   |
| U.S. Billboard Latin Pop Albums | 13       |
| U.S. Billboard Top Latin Albums | 41       |

| Fin de año                    | Posición |
| ----------------------------- | -------- |
| México Álbumes Top 100 - 2009 | 76       |
| México Álbumes Top 100 - 2010 | 91       |